# Densidad relativa

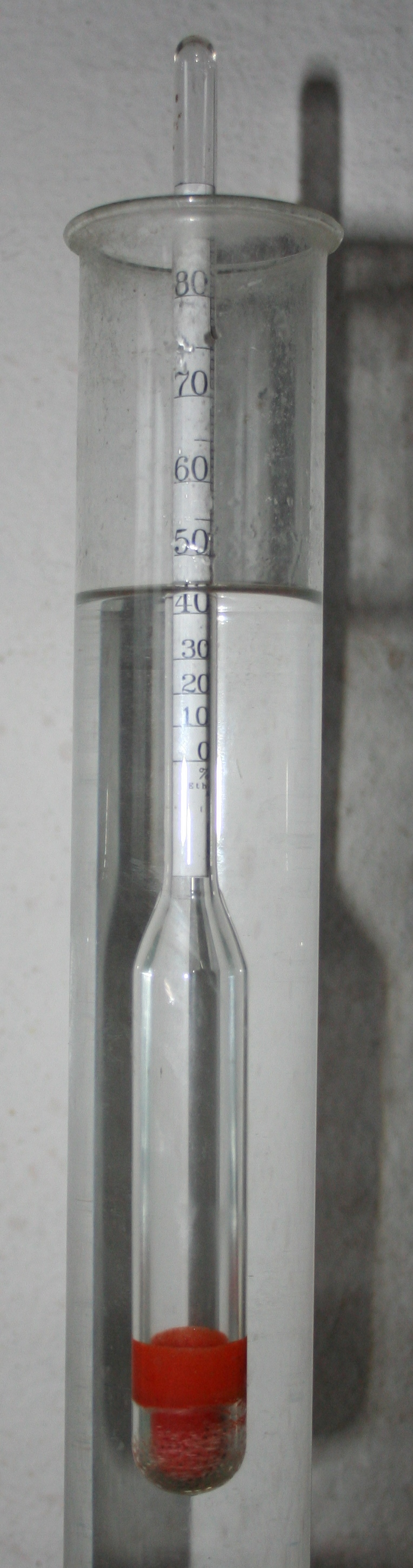
Medida de la densidad de un líquido mediante el empleo de un aerómetro

La densidad relativa o densidad aparente es la relación numérica que se obtiene al dividir la densidad de una sustancia por la densidad de otra que se toma como referencia. Ambas densidades se expresan en las mismas unidades y en iguales condiciones de temperatura y presión, por lo que, al tratarse de un cociente, la densidad relativa es una magnitud adimensional (sin unidades). A menudo se expresa indicando el valor seguido de expresiones como "veces más denso que ..." o similares, para indicar la sustancia que se ha utilizado como referencia. La determinación de la densidad relativa se realiza con la ayuda de ciertos instrumentos denominados densímetros (a veces hidrómetros).
A veces se le llama densidad específica, pero en la actualidad la norma ISO 80000-1, en línea con otras como el Libro verde de la IUPAC, recomienda reservar el adjetivo específico al cociente con la masa.

## Definición
La densidad relativa está definida como el cociente entre la densidad que primordialmente es de una sustancia y la de otra sustancia tomada como referencia, resultando:

{\displaystyle \rho _{r}={\rho }/{\rho _{0}}}

donde {\displaystyle \rho _{r}} es la densidad relativa, {\displaystyle \rho } es la densidad absoluta y {\displaystyle \rho _{0}} es la densidad de referencia. 
- Para los líquidos y los sólidos, la densidad de referencia habitual es la del agua líquida a la presión de 1 atm y la temperatura de 4 °C. En esas condiciones, la densidad absoluta del agua es de 1000 kg/m³

- Para los gases, la densidad de referencia habitual es la del aire a la presión de 1 atm y la temperatura de 0 °C.

También se puede calcular o medir la densidad relativa como el cociente entre los pesos o masas de idénticos volúmenes de la sustancia problema y de la sustancia de referencia:

{\displaystyle \rho _{r}={\frac {{m_{s}}/{V}}{{m_{0}}/{V}}}={\frac {m_{s}}{m_{0}}}}